# Epidemia de opioides

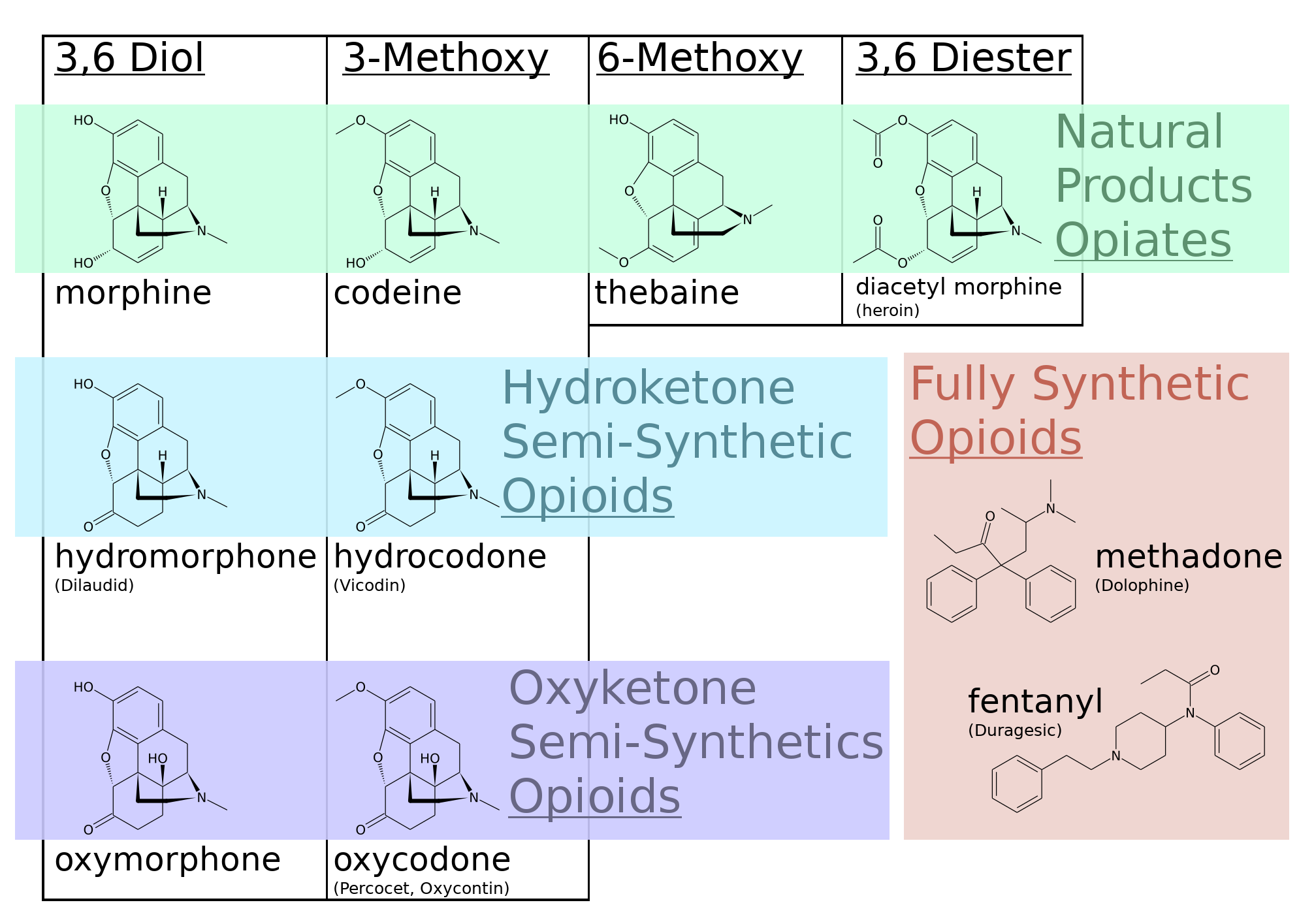
Um gráfico descrevendo as características estruturais que definem opiáceos e opioides, incluindo distinções entre estruturas de opiáceos semissintéticos e totalmente sintéticos

A epidemia de opioides, também conhecida como crise dos opioides, é o rápido aumento no uso excessivo, uso indevido/abuso e mortes por overdose atribuídas em parte ou no todo à classe de medicamentos chamados opiáceos/opioides desde a década de 1990. Inclui as consequências médicas, sociais, psicológicas, demográficas e econômicas significativas do abuso médico, não médico e recreativo desses medicamentos.
Os opioides são uma classe diversificada de analgésicos moderados a fortes, incluindo oxicodona (comumente vendida sob os nomes comerciais OxyContin e Percocet), hidrocodona (Vicodin, Norco) e fentanil (Abstral, Actiq, Duragesic, Fentora), que é um analgésico muito forte que é sintetizado para se assemelhar a outros opiáceos, como a morfina derivada do ópio e a heroína. A potência e a disponibilidade dessas substâncias, apesar do risco potencial de dependência e overdose, as tornaram populares tanto como tratamentos médicos quanto como drogas recreativas. Devido aos efeitos sedativos dos opioides no centro respiratório da medula oblonga, os opioides em altas doses apresentam potencial para depressão respiratória e podem causar insuficiência respiratória e morte.
Os opioides são altamente eficazes no tratamento da dor aguda, mas há um forte debate sobre se são eficazes no tratamento da dor crônica ou de alto impacto intratável, uma vez que os riscos podem superar os benefícios.